# Henrik Sedin
Henrik Sedin (Örnsköldsvik, 1980. szeptember 26. –) svéd profi jégkorongozó, center, a Vancouver Canucks kapitánya, olimpiai bajnok.
Ikertestvére, Daniel Sedin is a Canucks játékosa. Karrierjük során mindig együtt szerepeltek, és a jégkorongozás egyik leghatékonyabb párjaként tartják számon őket. Henrik remekül passzol, játékmester, míg Danielt góllövőként tartják számon.
Profi pályafutását a svéd Modo csapatában, 1997-ben kezdte meg. 1999-ben testvérével együtt nyerte meg az év svéd jégkorongozójának járó Guldpucken díjat. A Vancouver az 1999-es drafton harmadikként választotta ki és 2000 óta szerepel itt. 2008-ban és 2010-ben a csapata legeredményesebb játékosa lett. A 2009-10-es szezonban Viking-díjat nyert. 2010-ben elnyerte a Hart-emlékkupát és az Art Ross-trófeát, mint az NHL legértékesebb és legeredményesebb játékosa.
A svéd válogatott tagjaként 2006-ban olimpiai bajnok, 1999-ben és 2001-ben vb bronzérmes lett.

## Karrier statisztika

### Klubcsapat
| 1996–1997       | Modo Hockey       | J20             | 26  | 14  | 22  | 36  | —   | —  | —  | —  | —  | —  |
| 1997–1998       | Modo Hockey       | J20             | 8   | 4   | 7   | 11  | 6   | —  | —  | —  | —  | —  |
| 1997–1998       | Modo Hockey       | SEL             | 39  | 1   | 4   | 5   | 10  | 7  | 0  | 0  | 0  | 0  |
| 1998–1999       | Modo Hockey       | SEL             | 49  | 12  | 22  | 34  | 32  | 13 | 2  | 8  | 10 | 6  |
| 1999–2000       | Modo Hockey       | SEL             | 50  | 9   | 38  | 47  | 22  | 13 | 5  | 9  | 14 | 2  |
| 2000–2001       | Vancouver Canucks | NHL             | 82  | 9   | 20  | 29  | 38  | 4  | 0  | 4  | 4  | 0  |
| 2001–2002       | Vancouver Canucks | NHL             | 82  | 16  | 20  | 36  | 36  | 6  | 3  | 0  | 3  | 0  |
| 2002–2003       | Vancouver Canucks | NHL             | 78  | 8   | 31  | 39  | 38  | 14 | 3  | 2  | 5  | 8  |
| 2003–2004       | Vancouver Canucks | NHL             | 76  | 11  | 31  | 42  | 32  | 7  | 2  | 2  | 4  | 2  |
| 2004–2005       | Modo Hockey       | SEL             | 44  | 14  | 22  | 36  | 50  | 6  | 1  | 3  | 4  | 6  |
| 2005–2006       | Vancouver Canucks | NHL             | 82  | 18  | 57  | 75  | 56  | —  | —  | —  | —  | —  |
| 2006–2007       | Vancouver Canucks | NHL             | 82  | 10  | 71  | 81  | 66  | 12 | 2  | 2  | 4  | 14 |
| 2007–2008       | Vancouver Canucks | NHL             | 82  | 15  | 61  | 76  | 56  | —  | —  | —  | —  | —  |
| 2008–2009       | Vancouver Canucks | NHL             | 82  | 22  | 60  | 82  | 48  | 10 | 4  | 6  | 10 | 2  |
| 2009–2010       | Vancouver Canucks | NHL             | 82  | 29  | 83  | 112 | 48  | 12 | 3  | 11 | 14 | 6  |
| 2010–2011       | Vancouver Canucks | NHL             | 82  | 19  | 75  | 94  | 40  | 25 | 3  | 19 | 22 | 16 |
| 2011–2012       | Vancouver Canucks | NHL             | 82  | 14  | 67  | 81  | 52  | 5  | 2  | 3  | 5  | 4  |
| NHL összesített | NHL összesített   | NHL összesített | 892 | 171 | 576 | 747 | 510 | 95 | 22 | 49 | 71 | 52 |
| SEL összesített | SEL összesített   | SEL összesített | 177 | 36  | 86  | 122 | 124 | 39 | 8  | 21 | 29 | 14 |

### Válogatott
| Év                  | Csapat              | Esemény             | MSz | G  | A  | P  | B  |
| ------------------- | ------------------- | ------------------- | --- | -- | -- | -- | -- |
| 1997                | Svédország Jr.      | JEB                 | 6   | 3  | 4  | 7  | 16 |
| 1998                | Svédország Jr.      | JEB                 | 6   | 5  | 4  | 9  | 4  |
| 1998                | Svédország Jr.      | JVB                 | 7   | 0  | 4  | 4  | 4  |
| 1999                | Svédország Jr.      | JVB                 | 6   | 3  | 6  | 9  | 12 |
| 1999                | Svédország          | VB                  | 8   | 0  | 0  | 0  | 4  |
| 2000                | Svédország Jr.      | JVB                 | 7   | 4  | 9  | 13 | 0  |
| 2000                | Svédország          | VB                  | 7   | 2  | 3  | 5  | 6  |
| 2001                | Svédország          | VB                  | 9   | 1  | 0  | 1  | 0  |
| 2005                | Svédország          | VB                  | 9   | 2  | 4  | 6  | 7  |
| 2006                | Svédország          | Oly                 | 8   | 3  | 1  | 4  | 2  |
| 2010                | Svédország          | Oly                 | 4   | 0  | 2  | 2  | 2  |
| Junior összesített  | Junior összesített  | Junior összesített  | 59  | 26 | 46 | 72 | 38 |
| Felnőtt összesített | Felnőtt összesített | Felnőtt összesített | 66  | 10 | 15 | 25 | 20 |

### All-Star Gála
| Év                   | Helyszín             |                      | G | A | P |
| -------------------- | -------------------- | -------------------- | - | - | - |
| 2008                 | Atlanta              | 0                    | 2 | 2 |   |
| 2011                 | Raleigh              | 0                    | 2 | 2 |   |
| 2012                 | Ottawa               | 1                    | 2 | 3 |   |
| All-Star összesített | All-Star összesített | All-Star összesített | 1 | 6 | 7 |